# Champion of Champions 1978
Das Daily Mail Champion of Champions 1978 war ein Snooker-Einladungsturnier der Saison 1978/79. Das Turnier wurde vom 2. bis zum 3. November 1978 im Wembley Conference Centre im englischen London ausgetragen. Sieger wurde der Waliser Ray Reardon, der im Finale den Nordiren Alex Higgins mit 11:9 besiegte. Higgins spielte mit einem 94er-Break im Gegensatz dazu das höchste Break des Turnieres.

## Preisgeld
Sponsor des Turnieres war die britische Boulevardzeitung Daily Mail. Das Preisgeld betrug 4.000 Pfund Sterling, von denen die Hälfte auf den Sieger entfiel.
|              | Preisgeld |
| ------------ | --------- |
| Sieger       | 2.000 £   |
| Finalist     | 1.000 £   |
| Halbfinalist | 500 £     |
| Insgesamt    | 4.000 £   |

## Turnierverlauf
Die Erstausgabe des Champion of Champions wurde vom Boxpromoter Mike Barrett veranstaltet, der das Format des ebenfalls von ihm veranstalteten Dry Blackthorn Cups aus dem Vorjahr übernahm und es ebenfalls im Wembley Conference Centre austrug. Im Gegensatz zum Dry Blackthorn Cup wurden allerdings die Spiele nicht im Modus Best of 7 Frames ausgetragen, sondern im Modus Best of 11 Frames die beiden Halbfinalspiele sowie das Endspiel im Modus Best of 21 Frames. Drei der vier Teilnehmer des Cups nahmen auch an diesem Turnier teil, lediglich wurde John Spencer durch Doug Mountjoy ersetzt.

|  | Halbfinale Best of 11 Frames | Halbfinale Best of 11 Frames |             |              | Finale Best of 21 Frames | Finale Best of 21 Frames |
|  |                              |                              |             |              |                          |                          |
|  |                              |                              |             |              |                          |                          |
|  | Ray Reardon                  | 6                            |             |              |                          |                          |
|  | Patsy Fagan                  | 1                            |             |              |                          |                          |
|  |                              |                              | Ray Reardon | 11           |                          |                          |
|  |                              |                              |             | Alex Higgins | 9                        |                          |
|  | Alex Higgins                 | 6                            |             |              |                          |                          |
|  | Doug Mountjoy                | 3                            |             |              |                          |                          |
|  |                              |                              |             |              |                          |                          |

### Finale
Im Endspiel trafen mit Ray Reardon und Alex Higgins zwei Weltmeister und führende Spieler der 1970er-Jahre aufeinander. Während Reardon mit 6:1 den Sieger des Dry Blackthorn Cups – Patsy Fagan – besiegt hatte, hatte es Higgins mit einem 6:3 über Doug Mountjoy etwas schwerer gehabt. Reardon dominierte den Matchanfang und ging mit 3:0 und 4:1 in Führung, bevor Higgins auf 4:3 herankam. Im Folgende baute Reardon seine Führung allerdings auf 5:3, 8:4 und 9:5 aus, bevor Higgins zum 9:9 ausgleichen konnte. Mit einem 77er-Break konnte Reardon im Anschluss wieder in Führung gehen, um den entscheidenden 20. Frame mit 95:12 für sich zu entscheiden und damit das Turnier zu gewinnen.
| Finale: Best of 21 Frames Wembley Conference Centre, London, England, 3. November 1978 |                |              |
| Ray Reardon | 11:9           | Alex Higgins |
| 125:8 (52), 90:43 (90), 75:46, 28:108, 60:43, 20:114 (83), 13:101 (76), 104:19 (70), 1:140 (61,62), 84:22, 78:36, 101:18 (67), 12:100, 73:48 (61), 41:90, 51:60, 23:83 (51), 30:72, 78:46 (77), 94:12 |                |              |
| 90 | Höchstes Break | 83           |
| – | Century-Breaks | –            |
| 6 | 50+-Breaks     | 5            |